# Javier González de Riancho
Javier González de Riancho Gómez (Bilbao, 1881-Santander, 1953) fue un arquitecto español, entre cuyas obras destaca el palacio de la Magdalena.

## Biografía

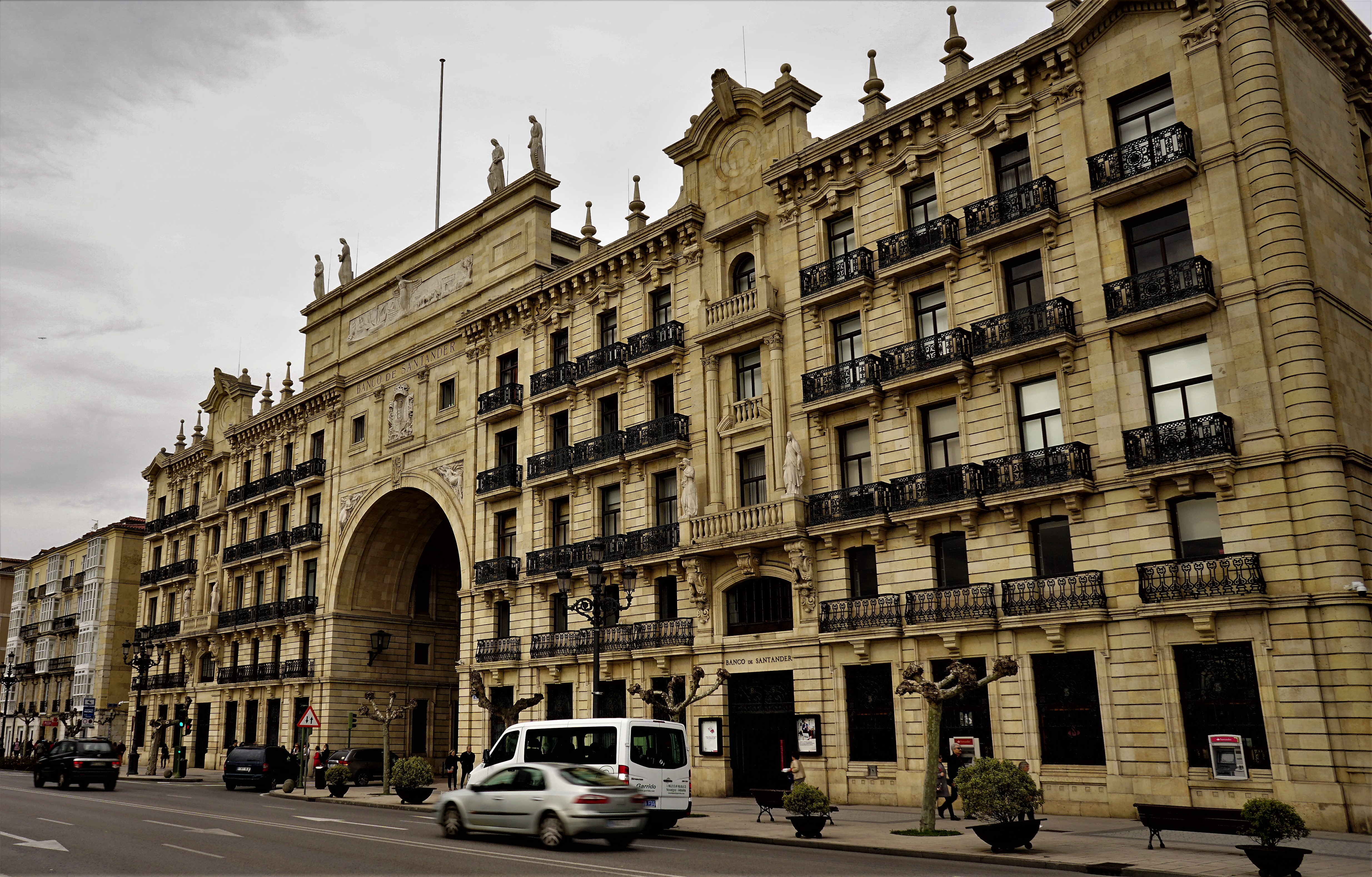
Antigua sede del Banco Santander en la capital cántabra. Javier González de Riancho ideó la unión de los dos bloques gemelos mediante un gran arco monumental. Actualmente el edificio del paseo de Pereda forma parte del proyecto museístico Faro Cantabria de la entidad bancaria.

Perteneciente a una familia hidalga montañesa, Javier González de Riancho Gómez nació en Bilbao en el año 1881. Formado en el eclecticismo, pronto se inclina por el modernismo de raíces europeas, que plasmará en la casa para García Obregón, en La Penilla (1907), en Villa Eulalia, en El Sardinero —en el proyecto inicial para el Gran Casino Sardinero (no ejecutado)— y, especialmente en la Sala Narbón (1914).
En el año 1907 es elegido por el rey Alfonso XIII el proyecto que había presentado con su compañero de promoción Gonzalo Bringas Vega, para la construcción del Palacio Real de la Magdalena. Este proyecto estaba inspirado en el palacio de los duques de Santo Mauro, de Las Fraguas, obra del arquitecto inglés Selden Wornum, que siempre había sido del agrado de la reina Victoria Eugenia.
Este éxito temprano le abre las puertas de una numerosa clientela y así introduce en Santander el gusto por la arquitectura pintoresquista inglesa. Javier González retomó la arquitectura regionalista montañesa de los siglos XVI al XVIII.

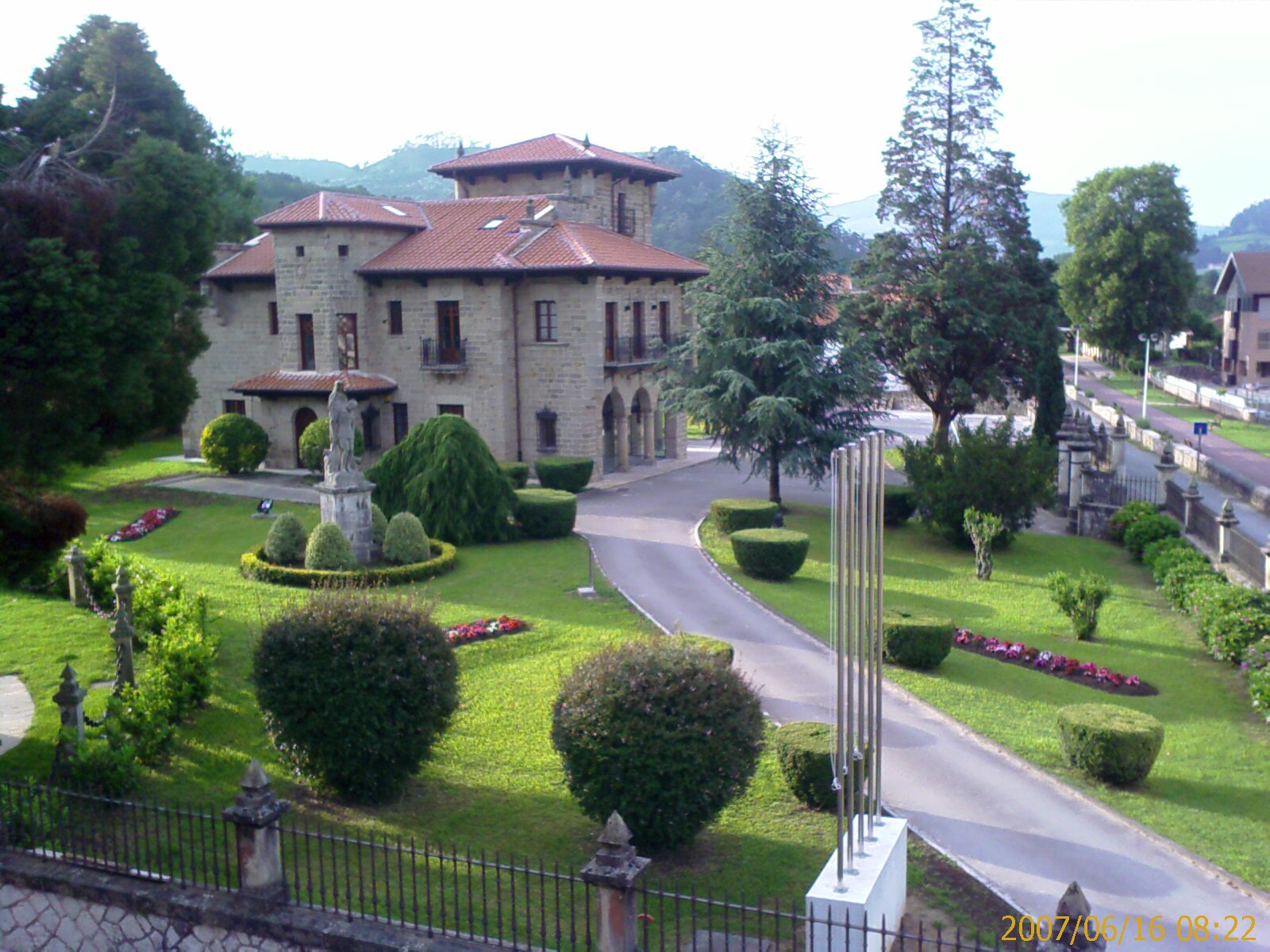
La casona de Fuentes Pila en Puente Viesgo es una de las obras de Javier González.

Entre sus obras también destaca el Hotel Reina Victoria de 1913 (actual Hotel Real). Cabe mencionar igualmente de tendencia neomontañesa la casa de Esles (1912), la casona de Fuentes Pila en Puente Viesgo (actual casa consistorial del mismo), la casa en Bárcena de Pie de Concha, la casa de Pereda en Polanco y, sobre todo, la casa de Adolfo Pardo, El Promontorio, de 1915 que es un interesante ejemplo de continuas referencias historicistas a la mejor tradición arquitectónica montañesa.
En los años 1930 tanteará fugazmente el racionalismo, con el chalet de García-Lago, colegios nacionales José María de Pereda y Calvo Sotelo (1932), para volver en la posguerra a su anterior línea, aunque más depurada, hacia el clasicismo, en el monumento a Matías Montero o en la iglesia de San Francisco, de prosapia herreriana.
Para el organismo Regiones Devastadas proyectó en Santander la fachada de la plaza Porticada (posterior sede de Caja Cantabria) y algunas de las nuevas manzanas destruidas por el incendio de 1941, con edificios tan representativos para la nueva imagen de la ciudad, como la sede de La Equitativa (1944). También remodeló la plaza de la catedral de Santander, proyectó la iglesia de San Francisco, que no llegó a ver terminada, y dejó proyectada la ampliación del edificio del Banco Santander. En definitiva, González de Riancho dejó una obra fundamental para la conformación del Santander moderno. Algunos proyectos quedaron inconclusos o solo proyectados. Todos ellos serían continuados y terminados por González de Riancho y Mazo, su hijo, que también se ocupó de la conservación del archivo de su padre.